# Bon Pastor metróállomás
Bon Pastor egyike a Spanyolországban található barcelonai metró metróállomásainak.

## Metróvonalak
Az állomást az alábbi metróvonalak érintik:
- 9-es metróvonal
- 10-es metróvonal

## Kapcsolódó állomások
Az állomáshoz az alábbi állomások vannak a legközelebb:
- Can Peixauet (Can Zam, 9-es metróvonal)
- Llefià (Gorg, 10-es metróvonal)
- Onze de Setembre (Sagrera, 9-es metróvonal, 10-es metróvonal)